# Berthella plumula
Berthella plumula är en snäckart som först beskrevs av Montagu 1803.  Berthella plumula ingår i släktet Berthella och familjen Pleurobranchidae. Inga underarter finns listade i Catalogue of Life.